# Parque Safari de Naipyidó
El Parque Safari de Naipyidó (en birmano: နေပြည်တော် ဆာဖာရီ ဥယျာဉ်) es un parque natural, situado en Naipyidó, Myanmar (Birmania ). El parque safari consta de un 35,1 acres ( 14,2 ha) y recrea paisajes de Asia, un safari australiano de 3,53 acres ( 1,43 ha)  y un safari africano de 59,64 acres ( 24,14 ha) . El safari de Asia cuenta con más de 100 animales de clases raras incluyendo los bueyes caseros salvaje, el sambur, y diferentes tipos de ciervos, mientras que el australiano cuenta con varios tipos de leopardos y el espacio africano  varios ciervos de ese continente, camellos , cabras, leones, tigres, rinocerontes , avestruces, jirafas , cebras y ponis . Los visitantes pueden ver la fauna en buggy .
La construcción del parque se inició en noviembre de 2010. 